# First Strike Still Deadly
Albums de Testament
The Gathering
(1999) Live in London
(2005)
First Strike Still Deadly est une compilation du groupe de thrash metal américain Testament.
La compilation est composée uniquement de titres refaits provenant des albums The Legacy et The New Order.
Cet album contient des morceaux ré enregistrés et édités sous ce nom afin de récolter des fonds pour le traitement
cancéreux qu'a du subir le chanteur Chuck Billy.
Le nom de l'album est une référence à un titre provenant de l'album studio The Legacy, le titre s'intitule "First Strike Is Deadly".
L'album est sorti le 23 octobre 2001 sous le label Spitfire Records.

## Composition
- Chuck Billy: Chant (des titres 1 à 9)
- Steve Souza: Chant (des titres 10 à 11)
- Alex Skolnick: Guitare
- Eric Peterson: Guitare
- Steve DiGiorgio: Basse
- John Tempesta: Batterie

## Liste des morceaux

### CD 1
1. Hatred's rise
2. John Doe
3. Riding The Snake
4. Down of Life
5. Demoniac Refusal
6. Burning Times
7. Ten Thousand Thrones
8. D.N.R (Dot Not Resuscitate)
9. 3 Days in Darkness
10. Together as One
11. Legions of the Dead
12. Fall of Sipledome

### CD 2
1. First Strike Is Deadly
2. Into the Pit
3. Trial by Fire
4. Disciples of the Watch
5. The Preacher
6. Burnt Offerings
7. Over the Wall
8. The New Order
9. The Haunting
10. Alone in the Dark
11. Reign of Terror